# Wirtschaft in Kaiserslautern
Die Wirtschaft in Kaiserslautern ist industriell geprägt. Mitte des 19. Jahrhunderts entwickelte sich die Stadt dank zahlreicher Firmengründungen in der Textilbranche, der Metallindustrie und dem Maschinenbau neben Ludwigshafen am Rhein zum bedeutendsten Industriestandort der Pfalz.

## Wirtschaftliche Trends
Kaiserslautern ist bis in die Gegenwart eine bedeutende Industriestadt mit über 11.000 Arbeitsplätzen in der Industrie. Der bedeutendste Arbeitgeber der Region ist indes die Kaiserslautern Military Community (US-amerikanische Militärgemeinde Kaiserslautern) mit etwa 28.000 Arbeitsplätzen, davon 6700 deutsche Zivilbeschäftigte.
Im Jahre 2016 erbrachte Kaiserslautern, innerhalb der Stadtgrenzen, ein Bruttoinlandsprodukt (BIP) von 4,702 Milliarden € und belegte damit Platz 66 innerhalb der Rangliste der deutschen Städte nach Wirtschaftsleistung. Das BIP pro Kopf lag im selben Jahr bei 47.540 € (Rheinland-Pfalz: 34.118 €, Deutschland 38.180 €). Das BIP je Erwerbsperson betrug 66.317 €. 2016 wuchs das BIP der Stadt nominell um 5 %, im Vorjahr betrug das Wachstum 1,7 %. In der Stadt sind 2017 ca. 70.900 Erwerbstätige beschäftigt. Die Arbeitslosenquote lag im Dezember 2018 bei 10,8 % und damit doppelt so hoch wie der Durchschnitt von Rheinland-Pfalz von 4,1 % (im benachbarten Landkreis Kaiserslautern betrug sie 3,5 %).
Im Zukunftsatlas 2016 belegte die kreisfreie Stadt Kaiserslautern Platz 247 von 402 Landkreisen, Kommunalverbänden und kreisfreien Städten in Deutschland und zählt damit zu den Regionen mit „ausgeglichenem Chancen-Risiko Mix“ für die Zukunft.

## Unternehmen

### Wissenschaft

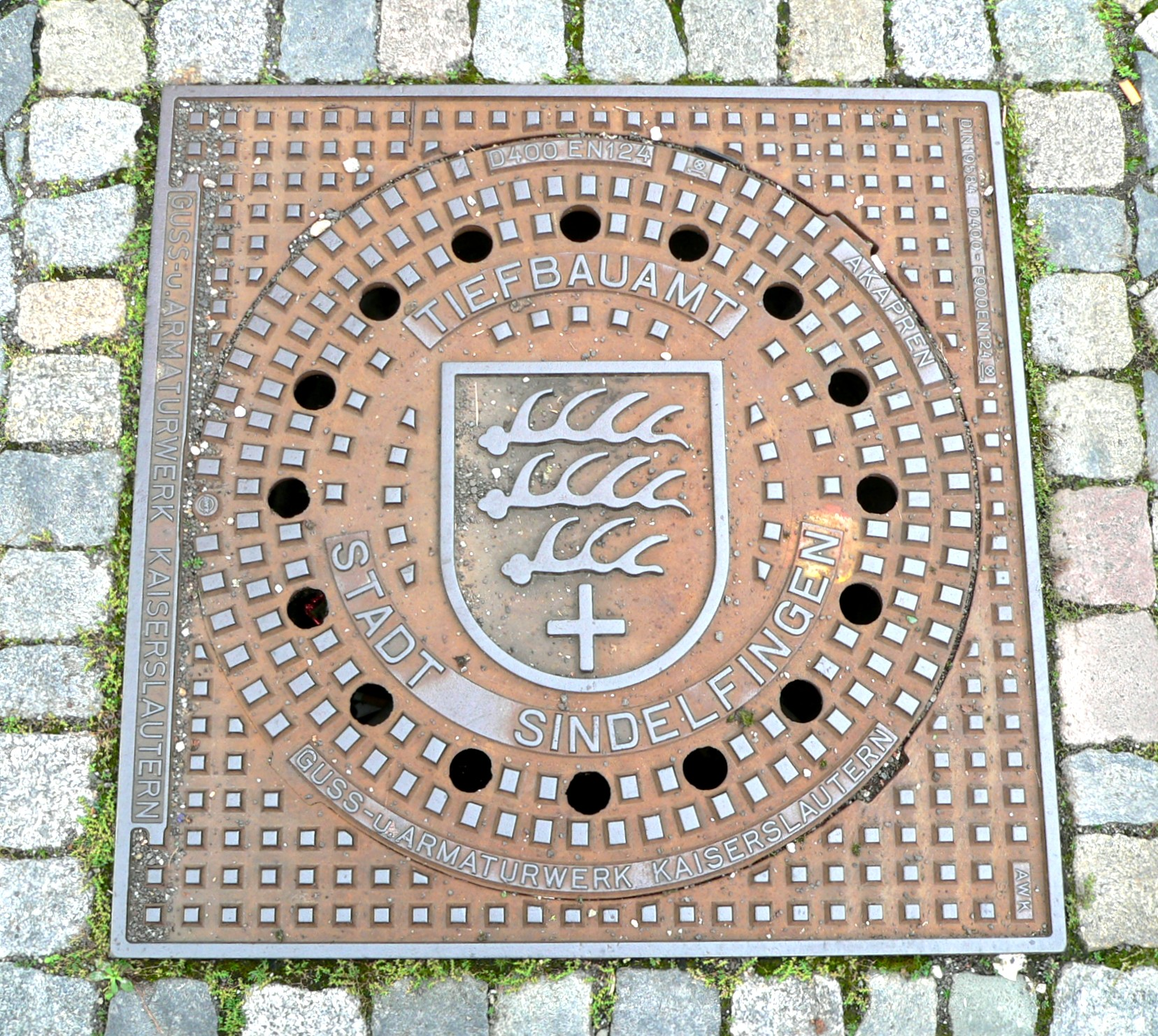
Schachtdeckel der Guss- und Armaturwerke Kaiserslautern in Sindelfingen, Auftragsarbeit mit Stadtwappen

Mit der Rheinland-Pfälzischen Technischen Universität Kaiserslautern-Landau (RPTU) als Kraftzentrum entwickelt sich Kaiserslautern aber zunehmend zu einem Wissenschaftsstandort mit dem Schwerpunkt Informationstechnik (IT), wie zahlreiche Firmengründungen und -ansiedlungen der letzten Jahre zeigen. Mit der Bezeichnung Silicon Woods versucht sich Kaiserslautern an das bekannte Silicon Valley in Kalifornien anzulehnen, das als die Geburtsstätte wichtiger IT-Unternehmen gilt. Kaiserslautern befindet sich am nördlichen Rand des Pfälzerwaldes, daher Silicon „Woods“ (Silicon: engl. Silizium, wood: Wald).

### Produzierende Unternehmen
Zu den überregional bekannten in Kaiserslautern ansässigen industriellen Traditionsunternehmen gehören die Nähmaschinenfabrik Pfaff, die Eisenwerke Kaiserslautern (heute unter dem Namen General Dynamics European Land Systems-Germany GmbH), die unter anderem militärische Schwimmfahrzeuge und Pontonbrücken produziert, die Gebr. Pfeiffer SE (Steinmühlen für die Zement- und Baustoffindustrie) sowie die ACO Gruppe (bis 1997 Guss- und Armaturenwerk Kaiserslautern), die Industrie- und Bauguss herstellt, beispielsweise Kanaldeckel. Alle diese Unternehmen wurden in der zweiten Hälfte des 19. Jahrhunderts gegründet. Das frühere Eisenbahninstandsetzungswerk gehört heute zur schwedischen Euromaint-Gruppe.

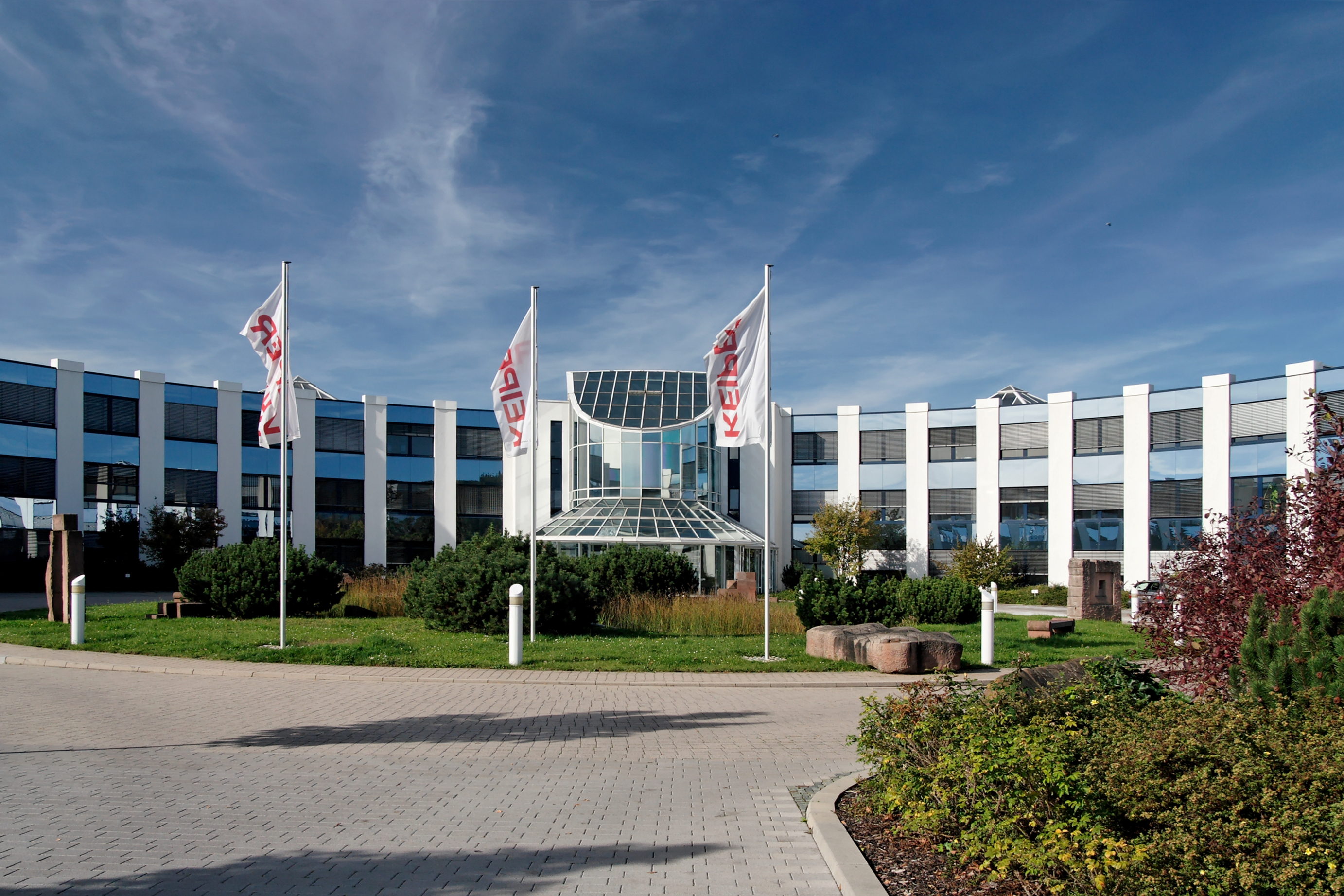
Frühere Keiper-Zentrale

Von der ehemals blühenden Textilindustrie ist heute nur noch die Spinnerei Lampertsmühle AG (Herstellung von Effekt- und Spezialgarnen) erhalten, andere Unternehmen wie die Kammgarnspinnerei Kaiserslautern GmbH sind in Konkurs gegangen. Wichtigste industrielle Neuansiedlung in der Zeit nach dem Zweiten Weltkrieg ist das Motoren- und Komponentenwerk der Opel Automobile GmbH. Zur Automobilbranche gehören auch die Corning GmbH (Produktion von keramischen Katalysatorträgern) sowie die Euromaster GmbH (europaweit tätiges Reifenserviceunternehmen, das bis 2016 seinen Hauptsitz in Kaiserslautern hatte). In Kaiserslautern befinden sich auch ein Entwicklungszentrum von Adient, das Adient Kaiserslautern Technical Center (früher Keiper Recaro Group), für Automobil- und Flugzeugsitze sowie von John Deere für intelligente Systeme und Lösungen im Landmaschinen- und Agrarbereich.
Weitere große industrielle Arbeitgeber sind Freudenberg (Faservliesstoffe), die C. P. Schmidt GmbH & Co. KG (Verpackungen aus Pappe), die Wessamat Eismaschinenfabrik GmbH sowie die Wipotec GmbH (Wägesysteme für industrielle Anwendungen). In Kaiserslautern befindet sich ferner das Distributions- und Logistikzentrum für Europa von Fruit of the Loom.
Zur Lebensmittelbranche gehören die Großbäckerei Barbarossa Bäckerei GmbH, die Fleischwerke Beck GmbH und ein Milchwerk der Hochwald Nahrungsmittel-Werke.
In Kaiserslautern ansässig sind die Stammhäuser der traditionsreichen Autohäuser Rittersbacher (seit 1924) und Torpedo-Garage (seit 1928). Die zur Fuchs-Petrolub-Gruppe gehörende Fuchs Lubritech GmbH, der weltweit größte unabhängige Schmiermittelhersteller, hat nach Erweiterung des Werks im Gewerbegebiet Nord auch ihren Sitz aus dem benachbarten Weilerbach nach Kaiserslautern verlagert. Zu den größten Arbeitgebern mit über 800 Beschäftigten gehört das Sicherheitsunternehmen WR-Security & Bewachungs GmbH. Das älteste Unternehmen der Sicherheitsbranche in der Stadt ist die 1954 gegründete Firma Wach- und Schließgesellschaft.

### Digitalisierungen
Im Jahr 2017 nahm Kaiserslautern an dem Wettbewerb „Digitale Stadt“, ausgerichtet vom Digitalverband Bitkom in Zusammenarbeit mit dem Deutschen Städte- und Gemeindebund (DStGB), teil. Die Auszeichnung als „Digitale Stadt“ erhielt jedoch die Stadt Darmstadt. Im Nachgang zum Wettbewerb wurde in Kaiserslautern eine städtische Tochtergesellschaft, die KL.digital GmbH, gegründet, welche die Digitalisierungsbestrebungen weiter verfolgt.
2019 gewann Kaiserslautern beim „Wettbewerb Modellprojekte Smart Cities: Stadtentwicklung und Digitalisierung“ des Bundesministeriums des Innern für Bau und Heimat. Im Rahmen des Vorhabens kooperiert die Stadt Kaiserslautern eng mit anderen Innovatoren und Kommunen in Deutschland. Außerdem werden insgesamt acht Smart-City-Projekte umgesetzt, welche die Lebensqualität der Bürgerinnen und Bürger verbessern sollen. Kaiserslautern trägt die Bezeichnung „herzlich digitale Stadt“ und gestaltet die Digitalisierung gemeinsam mit ihren Bürgern. Die besondere Berücksichtigung der Anforderungen des Menschen in der zunehmend technisierten Umwelt sowie die Verbindung verschiedener Zeithorizonte bei der Transformation von Städten sind ein Alleinstellungsmerkmal in der kommunalen Verwaltung. Seit 2020 hat sie Stadt Kaiserslautern für die Erprobung innovativer Technologien zur Unterstützung der digitalen Transformation, vor allem im Hinblick auf die gesellschaftliche Auswirkungen und die Akzeptanz in der Bevölkerung, zwei Organisationseinheiten: Die Digitalisierungsagentur KL.digital GmbH und die Stabsstelle Digitalisierung im Dezernat des Oberbürgermeisters Klaus Weichel.
Das herzlich digitale Team umfasst heute mehr als 20 Mitarbeitende, welche Projekte bearbeiten, die durch das rheinland-pfälzische Ministerium des Innern und für Sport sowie das Bundesministerium des Innern, für Bau und Heimat mit über 17 Millionen Euro gefördert werden.

### Gegenwart und Zukunft
In Rheinland-Pfalz leitet die Stadt Kaiserslautern zudem das Interkommunale Netzwerk Digitale Stadt (IKONE DS), das ein Vorhaben des rheinland-pfälzischen Ministerium des Innern und für Sport ist. Im Mittelpunkt steht die gemeinsame Nutzung von Chancen, die sich mit der Digitalisierung entwickelt haben. Die Städte und Kommunen in Rheinland-Pfalz sollen von einem gegenseitigen Austausch profitieren und so Herausforderungen besser meistern.
Ende Oktober 2020 wurde bekannt, dass der Online-Versandhändler Amazon im Stadtteil Einsiedlerhof ein Logistik-Zentrum bauen will, das im September 2022 in Betrieb ging.
In Kaiserslautern soll eine Fabrik für Lithium-Ionen-Akkumulatoren („Gigafabrik“) entstehen. Das Werk des Unternehmens Automotive Cells Company (ACC) sollte nach den ursprünglichen Planungen 2025 in Betrieb gehen und ab dem Vollausbau 2030 soll eine Kapazität von jährlich 40 Gigawattstunden Batteriezellen erreicht sein. Damit könnten rund 500.000 bis 800.000 Elektroautos ausgestattet werden. Bis 2025 sollten dadurch 700 Arbeitsplätze und bis 2030 rund 2000 Arbeitsplätze neu geschaffen werden. 
Seit Juni 2024 pausiert das Bauprojekt. Hintergrund waren nach den öffentlich verfügbaren Informationen technische Gründe, die deutlich höheren Baukosten und Planungsunsicherheiten beim Strompreis. Die technischen Gründe betrafen die Frage nach der Batterietechnologie. Ursprünglich war die Produktion von Nickel-Mangan-Cobalt-Batterien geplant. Angesichts der schwächeren Nachfrage nach Elektroautos und des Preisdrucks kamen Überlegungen auf, stattdessen die günstigeren, aber weniger leistungsfähigen Lithiumeisenphosphat-Batterien zu produzieren. Vereinzelt wurde das ganze Gigafabrik-Projekt in Frage gestellt, was bedeuten würde, dass die 2021 bewilligten staatlichen Fördermittel in Höhe von bis zu 437 Millionen Euro nicht oder nur teilweise an ACC fließen würden. Vertreter der Stadt Kaiserslautern äußerten sich im Juli 2024 optimistisch, dass die Batterieproduktion vor Ort spätestens im Jahr 2027 anlaufen werde.
Der Vorstandsvorsitzende von TotalEnergies, Patrick Pouyanné, sagte am 5. Februar 2025, es sei aus seiner Sicht „besser, die Anstrengungen auf ein Werk zu konzentrieren als auf drei“. Damit meinte er die 2023 eröffnete Batteriezellenfabrik in Billy-Berclau nahe der französisch-belgischen Grenze. Es sei ein Wagnis, eine zweite Fabrik zu bauen, wenn die erste noch nicht voll funktionsfähig ist.

## Medien
Die Stadt hat ein Studio des Privatsenders RPR1 und des Südwestrundfunks (SWR) und ist Sitz des Privatsenders Antenne Kaiserslautern sowie dessen Dachorganisation The Radio Group. Einige Bürger der Stadt stellen im Offenen Kanal Kaiserslautern (OK Kaiserslautern) ein Fernsehprogramm zusammen.
Als Tageszeitung erscheint die Pfälzische Volkszeitung als Regional- beziehungsweise Lokalausgabe der in Ludwigshafen ansässigen Rheinpfalz, als kostenlose Wochenzeitung das Wochenblatt Kaiserslautern. Ferner gibt es kostenlose, monatlich erscheinende Programm- und Szenezeitschriften (z. B. Pavillon, Linie 1).
Die Infrastruktur für die Verbreitung der Medien ist relativ gut: Neben zwei Anbietern für öffentliches WLAN (zur Versorgung der Privathaushalte) existiert ein Wimax-Testnetz. Seit der WM 2006 ist DVB-T-Empfang der öffentlich-rechtlichen Sender vom Fernmeldeturm Kaiserslautern möglich.

## Sendeeinrichtungen
Auf dem vorderen Rotenberg, nördlich der Bundesautobahn 6, steht seit 1951 ein Rundfunksender des SWR. Der 120 Meter hohe Sendemast ist gegen Erde isoliert, weil er bis 1975 als selbststrahlender Mast für einen Mittelwellensender genutzt wurde. Seit 2004 wurde er u. a. wieder als Mittelwellensender eingesetzt, auch im DRM-Modus. Aktuell wird über den Sender auf UKW das werbefreie SWR-Jugendprogramm DASDING verbreitet.
Auf dem Dansenberg südlich von Kaiserslautern betreibt die T-Systems-Tochter Media & Broadcast GmbH (M&B) den 133 Meter hohen Fernmeldeturm Kaiserslautern aus Stahlbeton (Typenturm), der von September 1985 bis Mai 1987 errichtet wurde und am 30. August 1988 in Betrieb ging. Am 27. Mai 2006 wurde der analoge Fernsehbetrieb eingestellt und durch DVB-T ersetzt. Nach mehreren Verschiebungen erfolgte die für 2018 vorgesehene Umstellung auf den Standard DVB-T2.
Bei Sambach in der Nähe von Kaiserslautern befand sich ein Mittelwellensender des AFN mit einem 136 Meter hohen, gegen Erde isolierten selbststrahlenden Mast als Sendeantenne. Der Sender wurde am 31. August 2014 abgeschaltet und der Sendemast dann am 5. August 2020 gesprengt.
Auf dem Areal der Pulaski-Barracks steht ein 111 m hoher Sendeturm, der zur Verbreitung des Radioprogramms von AFN The Eagle auf 105,1 MHz dient.